# Залив Лаврентия
Залив Лавре́нтия (устар. Лаврентия святого губа или Лаврентия губа) — залив в северной части Берингова моря. Административно относится к Чукотскому району Чукотского автономного округа России.
Расположен к северу от Анадырского залива. Открыт к юго-востоку, вдаётся в материк на 43 км. Ширина у входа 23 км. Глубина до 42 м.
На берегу залива тундровая растительность. Берег обрывистый, крутой. В залив впадают реки Куйыматаваам, Эккулютэньвуеем и Нунамаваам. В заливе находятся бухты Мелководная и Безымянная. В центральной части залива расположены острова Балка и Беннета. На побережье выделяются мысы Нунямо, Пнаквын, Павлова, Песчаный, Индрениуса, Скрытый, Верховского, Харгилах, Кригуйгун.
Приливы величиной около 0,4 м, полусуточные.

## Исторические сведения
Впервые залив нанесён на карту землепроходцем Тимофеем Переваловым в 1748 году. Спустя тридцать лет, 10 августа 1778 года, в день Святого Лаврентия — покровителя странствующих, Джеймс Кук увидел залив с борта судна и дал ему имя святого. Впоследствии залив посетили экспедиции Сарычева и Биллингса в 1791 году, О. Е. Коцебу — в 1817 году. Залив был подробно исследован экспедицией русского мореплавателя Ф. П. Литке в 1828 году. С 1927 года на южном берегу залива на мысе Харгилах было основано село Лаврентия.